# Takashi Tezuka
Takashi Tezuka (手塚 卓志 Tezuka Takashi) (født 17. november 1960) er en japansk computerspilsdesigner, som arbejder for Nintendo. Han har hovedsagelig designet spil inden for Mario- og The Legend of Zelda-serien sammen med Shigeru Miyamoto.